# 二苯基(2-吡啶基)膦
二苯基(2-吡啶基)膦是一种有机磷化合物，化学式为P(C6H5)2(2-C5H4N)，它是最常用的单吡啶基膦配体。其它单吡啶基膦配体（3位和4位）在文献中相对不常见，但三吡啶基膦的研究较多，可和过渡金属配位，并用于催化。二苯基(2-吡啶基)膦作为配体，可以以磷原子和金属配位，或以磷、氮两个原子双齿配位。它和钯(II)的配合物可以将质子传递给金属，用于均相催化。
它可由2-锂代吡啶和二苯基氯化膦反应制得。

## 延伸阅读
- Scrivanti, A.; Bertoldini, M.; Beghetto, V.; Matteoli, U.; Venzo, A. . Journal of Organometallic Chemistry. 2009, 694: 131. doi:10.1016/j.jorganchem.2008.09.063.